# ГЕС Yāngǎng
ГЕС Yāngǎng (烟岗水电站) — гідроелектростанція у центральній частині Китаю в провінції Сичуань. Знаходячись між ГЕС Bùxī (20 МВт, вище по течії) та ГЕС Pǎomǎpíng, входить до складу каскаду на річці Yāzuǐhé, правій притоці Ялунцзян, яка в свою чергу є лівою притокою Дзинші (верхня течія Янцзи).
В межах проекту річку перекрили бетоною греблею висотою 36 метрів та довжиною 77 метрів, яка утримує водосховище з об'ємом 1,4 млн м3 (корисний об'єм 0,28 млн м3) та припустимим коливанням рівня поверхні у операційному режимі між позначками 3133 та 3136,5 метра НРМ.
Зі сховища через лівобережний гірський масив прокладено дериваційний тунель довжиною 5,8 км, який транспортує ресурс для двох турбін типу Пелтон потужністю по 60 МВт. Вони використовують напір у 601 метр та забезпечують виробництво 545 млн кВт-год електроенергії на рік.
Відпрацьована вода потрапляє до невеликого балансувального басейну, звідки подається до напірного водоводу наступної станції каскаду.